# Орегон-Джек-Крік 5
Орегон-Джек-Крік 5 (англ. Oregon Jack Creek 5) — індіанська резервація в Канаді, у провінції Британська Колумбія, у межах регіонального округу Томпсон-Нікола.

## Населення
За даними перепису 2016 року, індіанська резервація не ма постійного населення.

## Клімат
Середня річна температура становить 8,2°C, середня максимальна – 23,4°C, а середня мінімальна – -11,2°C. Середня річна кількість опадів – 272 мм.
| Клімат поселення                              | Клімат поселення | Клімат поселення | Клімат поселення | Клімат поселення | Клімат поселення | Клімат поселення | Клімат поселення | Клімат поселення | Клімат поселення | Клімат поселення | Клімат поселення | Клімат поселення | Клімат поселення |
| Показник                                      | Січ.             | Лют.             | Бер.             | Квіт.            | Трав.            | Черв.            | Лип.             | Серп.            | Вер.             | Жовт.            | Лист.            | Груд.            |                  |
| Середній максимум, °C                         | 1,50             | 5,62             | 10,68            | 14,93            | 19,50            | 23,14            | 23,39            | 23,31            | 18,13            | 12,01            | 5,56             | 0,00             |                  |
| Середня температура, °C                       | −4,86            | −0,74            | 4,31             | 8,57             | 13,14            | 16,79            | 19,94            | 19,84            | 14,69            | 8,56             | 2,10             | −3,47            |                  |
| Середній мінімум, °C                          | −11,22           | −7,11            | −2,04            | 2,21             | 6,79             | 10,42            | 16,47            | 16,39            | 11,22            | 5,09             | −1,35            | −6,94            |                  |
| Норма опадів, мм                              | 19               | 12               | 12               | 14               | 28               | 33               | 32               | 26               | 23               | 21               | 26               | 26               |                  |
| Середньомісячна швидкість вітру, м/с          | 2.20             | 2.20             | 2.50             | 2.80             | 2.50             | 2.40             | 2.20             | 2.00             | 1.89             | 2.10             | 2.20             | 2.20             |                  |
| Середньомісячна сонячна радіація, кДж/м²·день | 3144             | 6220             | 10898            | 15998            | 19437            | 21097            | 21971            | 18783            | 13262            | 7424             | 3585             | 2439             |                  |
| --------------------------------------------- | ---------------- | ---------------- | ---------------- | ---------------- | ---------------- | ---------------- | ---------------- | ---------------- | ---------------- | ---------------- | ---------------- | ---------------- | ---------------- |
| Джерело:                                      |                  |                  |                  |                  |                  |                  |                  |                  |                  |                  |                  |                  |                  |